# Campanha de dez dias
A campanha dos dez dias (neerlandês: Tiendaagse veldtocht, francês: campagne des Dix-Jours) foi uma expedição militar fracassada do Reino Unido dos Países Baixos contra o Reino secessionista da Bélgica entre 2 e 12 de agosto de 1831. A campanha foi uma tentativa do rei holandês Guilherme I de interromper o curso da Revolução Belga, que eclodiu em agosto de 1830.
O exército holandês invadiu a Bélgica em 2 de agosto de 1831 e derrotou as forças belgas em várias batalhas ao longo dos dias seguintes, avançando profundamente em território belga. Em 8 de agosto, o governo belga pediu apoio militar à França. Os franceses concordaram em enviar reforços para ajudar os belgas sob o comando do marechal Étienne Gérard. Em vez de lutar contra os franceses, os holandeses se retiraram da Bélgica sem alcançar seus objetivos. Em novembro de 1832, os franceses cercaram e capturaram Antuérpia, o último reduto holandês na Bélgica, efetivamente encerrando o confronto militar entre holandeses e belgas.